# 道尹衙門 (南昌)
道尹衙門，即南撫建道道尹衙门，位於今江西省南昌市疊山路的省政協大院周圍。它与抚台衙门、藩台衙门、臬台衙门合称清代南昌四大衙门。
1930年，道尹衙門建有南昌的第一座公園，豫章公園。隨後國民黨江西省黨部入駐道尹衙門。1949年以後，道尹衙門改為江西省政協的辦公所。